# Pederpes finneyae
Il pederpe (Pederpes finneyae) è un tetrapode estinto, appartenente ai whatcheeriidi. Visse nel Carbonifero inferiore (circa 348 milioni di anni fa) e i suoi resti fossili sono stati ritrovati in Scozia. 

## Descrizione
Questo animale, lungo circa un metro, doveva assomigliare vagamente a una tozza salamandra. Pederpes possedeva una grande testa triangolare, simile a quella dell'analogo Whatcheeria del Nordamerica; da quest'ultimo animale, tuttavia, Pederpes si distingueva per alcune caratteristiche, ad esempio per il tipo di inserzione sull'omero del latissimus dorsi (un muscolo del braccio) e per alcuni tratti del cranio. Le zampe possedevano caratteristiche che le distinguevano da quelle simili a pinne dei tetrapodi del Devoniano come Ichthyostega e Acanthostega, e assomigliavano alle zampe dei successivi tetrapodi carboniferi più adatti alla vita sulla terraferma. Pederpes è il primo tetrapode noto a mostrare un inizio di locomozione terrestre, e nonostante la probabile presenza di un sesto dito sulle zampe anteriori doveva essere (almeno a livello funzionale) un animale pentadattilo.

## Classificazione
I fossili di Pederpes vennero scoperti nel 1971 nella Scozia centrale (formazione Ballagan), ma inizialmente vennero scambiati per quelli di un pesce dalle pinne lobate. I fossili erano costituiti da uno scheletro quasi completo e articolato, mancante solo della coda e di alcune ossa del cranio e degli arti. Solo nel 2002, però, Jennifer A. Clack riconobbe i fossili per quelli di un antico tetrapode e li descrisse correttamente. 
Pederpes fa parte della famiglia Whatcheeriidae, un gruppo di tetrapodi arcaici di affinità incerte. In senso cladistico, Pederpes e i suoi stretti parenti non possono essere considerati veri e propri anfibi ma, essendo un tetrapode molto basale (primitivo), Pederpes è un "anfibio" nel senso tradizionale della classe Amphibia della tassonomia linneana. 

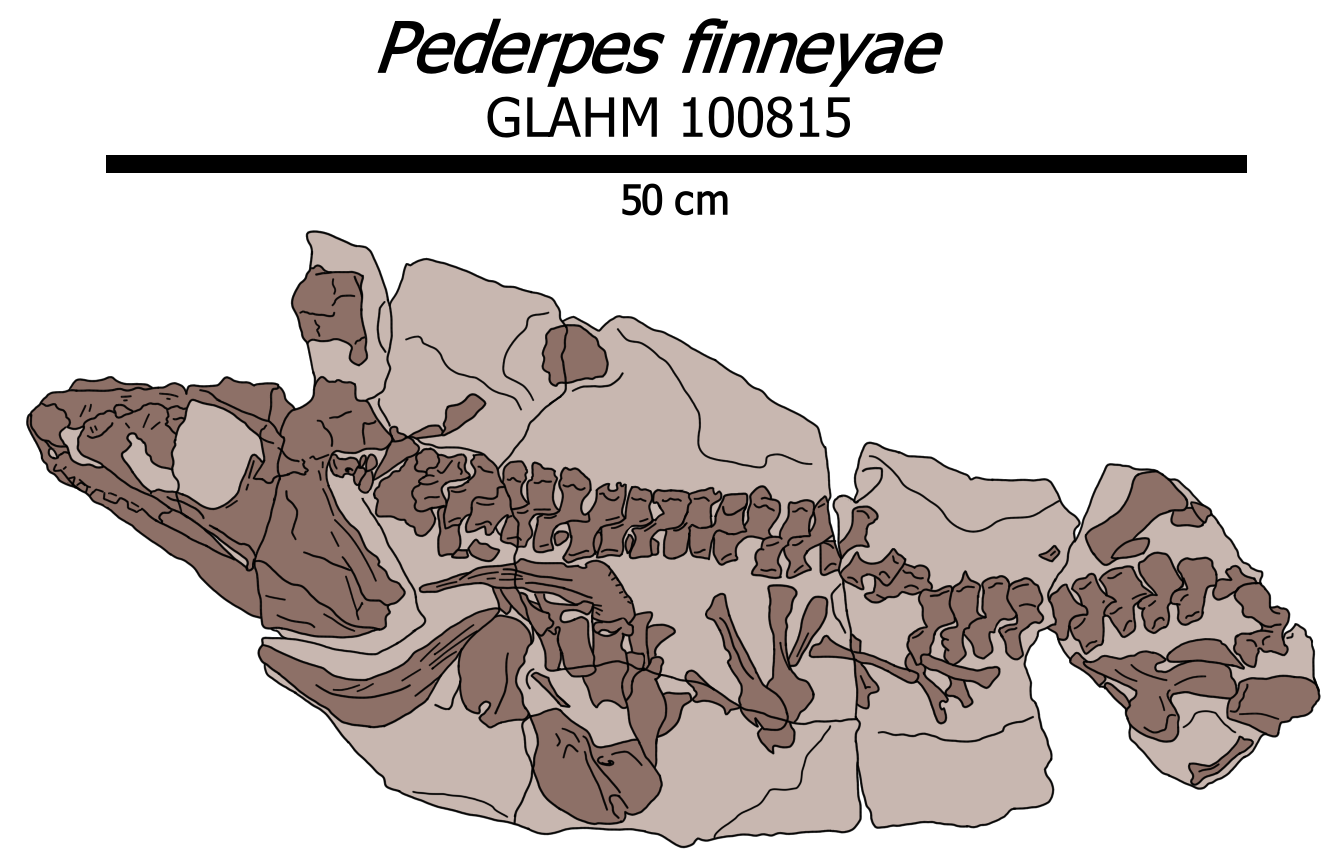
Fossile di Pederpes finneyae

Pederpes è un fossile importante poiché proviene da un periodo geologico noto come "Romer's gap" (caratterizzato dalla quasi totale assenza di fossili di tetrapodi) e perché fornisce ai biologi informazioni fondamentali riguardanti lo sviluppo dei tetrapodi in questa oscura fase della loro evoluzione.

## Paleobiologia
Pederpes era un tetrapode primitivo di taglia media. La forma del cranio e il fatto che le zampe erano dirette in avanti anziché in fuori indicano che Pederpes era ben adattato a vivere sulla terraferma. Pederpes è attualmente il primo animale noto ad essere compiutamente terrestre, anche se la struttura dell'orecchio indica che il suo udito era ancora molto più funzionante sott'acqua che sulla terraferma, e che quindi questo animale potrebbe aver passato gran parte del suo tempo in acqua (e potrebbe essersi nutrito in questo ambiente).
Il cranio stretto indica che Pederpes respirava inalando aria grazie a un'azione muscolare come i tetrapodi moderni, piuttosto che tramite il pompaggio di aria nei polmoni con un risucchio della gola come fanno invece molti anfibi odierni.